# Зад борда (филм, 1987)
„Зад борда“ (на английски: Overboard) е американска романтична комедия от 1987 г. на режисьора Гари Маршал. Във филма участват Голди Хоун, Кърт Ръсел и Роди Макдауъл, който е и продуцент на филма.